# Рио-Кларо
Рио-Кларо (англ. Rio Claro) — город в регионе Майаро — Рио-Кларо на острове Тринидад в Тринидаде и Тобаго. Крупный торговый центр для юго-восточной части острова.

## История
Город именован по ручью, которому испанцы в 1770-х годах дали название Рио-Кларо. Город возник на месте гостевого дома, построенного в 1850-х годах для отдыха на пути из Мишен (ныне Принцес-Таун) в Майаро. Плантаторы, обосновавшиеся здесь для выращивавшия какао, начали называть место по названию ручья. В 1914 году после прокладки сюда линии Тринидадской правительственной железной дороги название было закреплено официально.

## Климат
Май является самым тёплым месяцем года, средняя температура в среднем 26,7 °C. Наиболее холодный — январь — 24,8 °C. Меньше всего осадков выпадает с февраля по апрель, месячная норма варьируется от 81 до 88 мм. В ноябре и июне выпадает наибольшее количество месячных осадков — 283 и 281 мм, соответственно.
| Показатель                    | Янв. | Фев. | Март | Апр. | Май  | Июнь | Июль | Авг. | Сен. | Окт. | Нояб. | Дек. |
| ----------------------------- | ---- | ---- | ---- | ---- | ---- | ---- | ---- | ---- | ---- | ---- | ----- | ---- |
| Средний суточный максимум, °C | 29,1 | 29,5 | 30,0 | 31,0 | 30,7 | 30,0 | 29,8 | 30,5 | 30,8 | 30,6 | 30,3  | 29,5 |
| Средняя температура, °C       | 24,8 | 24,9 | 25,3 | 26,4 | 26,7 | 26,2 | 26,1 | 26,4 | 26,5 | 26,4 | 26,0  | 25,2 |
| Средний суточный минимум, °C  | 20,5 | 20,3 | 20,7 | 21,8 | 22,7 | 22,5 | 22,6 | 22,4 | 22,3 | 22,3 | 21,8  | 21,0 |
| Норма осадков, мм             | 142  | 81   | 83   | 88   | 150  | 281  | 268  | 275  | 205  | 263  | 283   | 261  |

## Население
По данным на 9 января 2011 года в городе проживали 3821 человек: мужчин — 1951, женщин — 1870.
На 15 мая 2000 года население составляло 3305 человек.

## Леса
В 1930-х здесь остались тропы после массовых лесозаготовок, что дало доступ вглубь леса охотникам и рыбакам. Наибольшей популярностью среди охотников пользуются броненосцы и агути

## Галерея
- Остановка
- Мечеть